# 藤波彰
藤波 彰（ふじなみ あきら、1938年（昭和13年）4月20日 - 2008年（平成20年）3月26日）は、日本の政治家。埼玉県八潮市長（3期）。

## 来歴
埼玉県南埼玉郡八潮村（のち八潮町、現・八潮市）出身。明治大学商学部卒。サラリーマン生活を経て、1972年、藤波商事を設立する。1981年、八潮市議会議員に当選。1989年、八潮市長に当選し、3期務める。2001年、市長を退任する。2008年死去。全国生涯学習まちづくり協会副理事長、やしお生涯学習まちづくり理事長などを務めた。2008年（平成20年）3月26日死去、69歳。死没日をもって旭日小綬章追贈、正五位に叙される。

## 著書
- 『わたしの生涯楽習-まちづくりは人づくり』2000年、教育新聞社。